# Милош Теодосич
Милош Теодосич е сръбски баскетболист, играещ като гард за Виртус Болоня. Висок е 196 см, тежи 88 кг.

## Кариера
Започва кариерата си през 2004 г. в отбора на Железник. През 2007 г. става национал на Сърбия, като играе и на европейското първенство, където е забелязан от Олимпиакос и подписва с гръцкия отбор. През 2009 г. става сребърен медалист на Евробаскет и попада в идеалния отбор на първенството. Следващият сезон е много успешен за играча. Милош става носител на националната купа, MVP на Евролигата и играч на годината на ФИБА Европа. През юни 2011 г. отива в ЦСКА Москва. Става един от най-важните играчи на отбора и им помага да запишат победна серия от 17 победи във всички турнири. В първия си сезон за „армейците“ Милош печели титлата на страната и Обединената ВТБ лига. С ЦСКА печели Евролигата през сезон 2015/16 и 5 пъти ВТБ Лигата.
Между 2017 и 2019 г. играе за Лос Анджелис Клипърс в НБА. Записва общо 60 мача с 8 точки, 4 асистенции и 2.4 борби средно на мач.